# Ankerphase

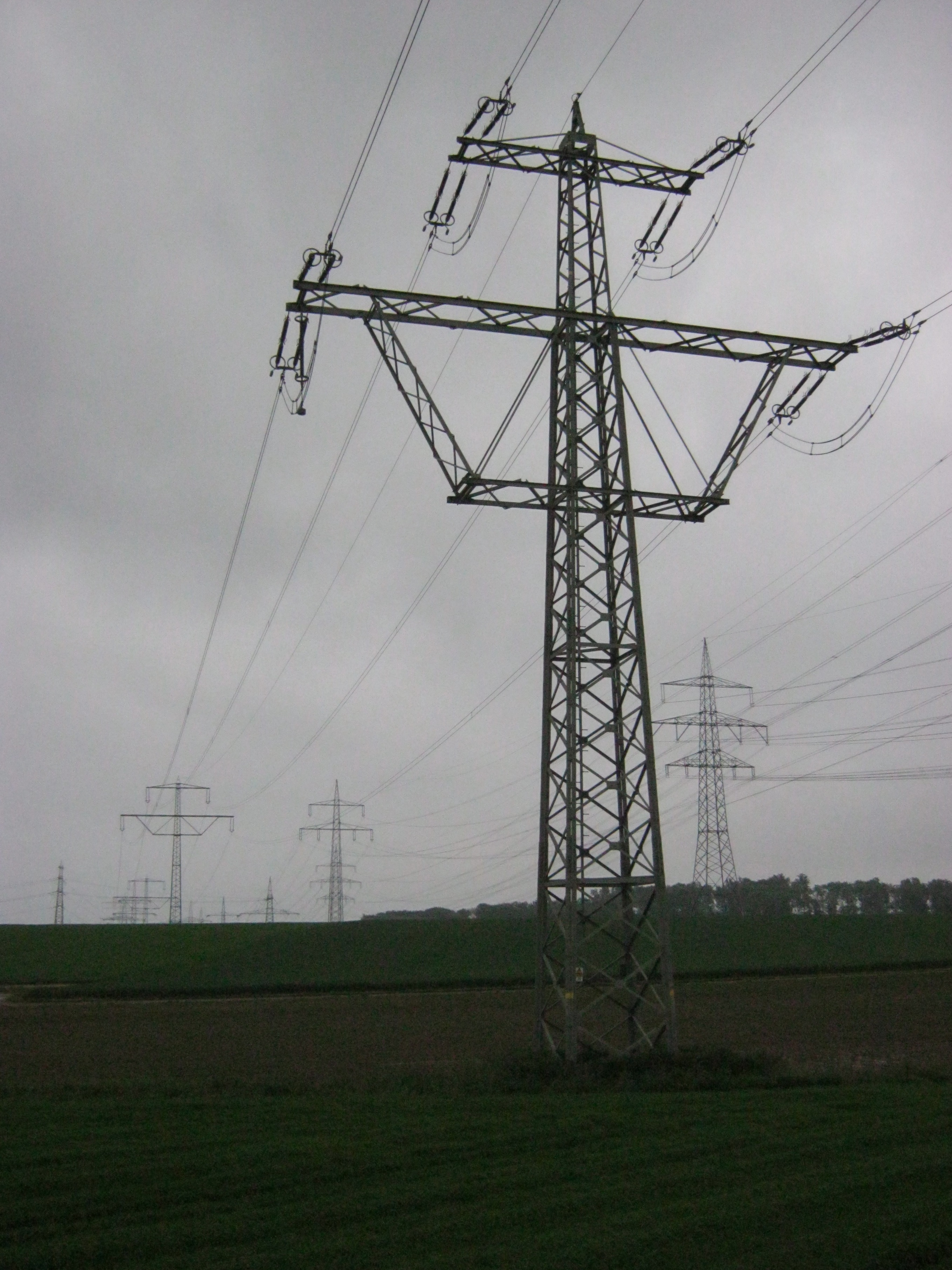
Einkreisige 220-kV-Leitung mit spannungslosem Leiterseil als Ankerphase

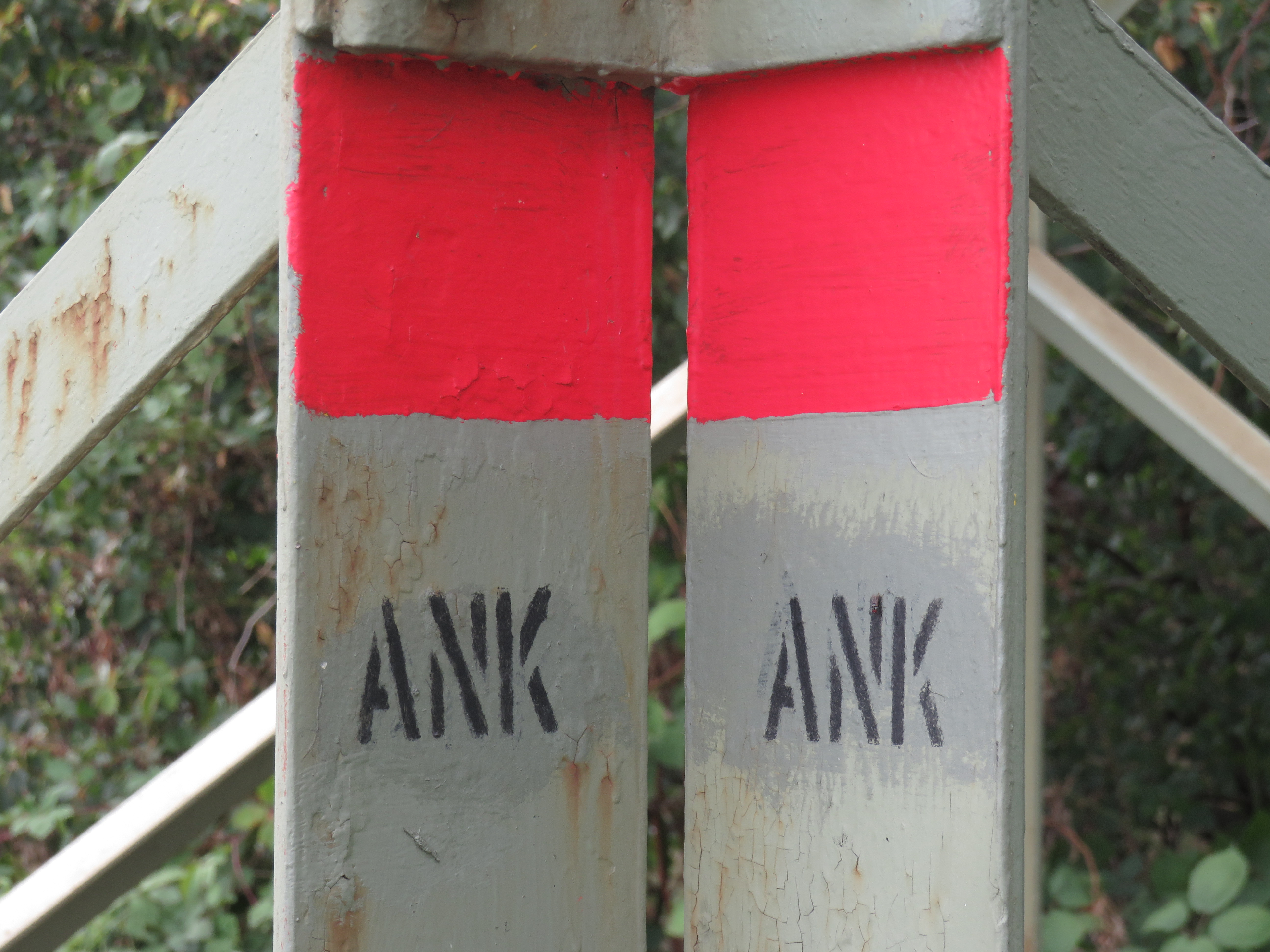
Markierung der spannungslosen Phase mit ANK am Mast

Eine Ankerphase ist ein für den Stromtransport entbehrliches Seil auf einem Freileitungsmast mit einer ungeradzahligen Anzahl von Leiterseilen, um beide Masthälften mit dem gleichen Gewicht und der gleichen Zugkraft zu belasten und ein Drehmoment auf den Mast und das Mastfundament zu vermeiden. Insbesondere bei Betonmasten ist der Mastzopf, also die Spitze des Mastes, auf welchen die Traverse aufgesetzt wurde, für sogenannte Torsionsschäden anfällig. Als Ankerphase kann auch ein Luftkabel zur Nachrichtenübermittlung verwendet werden, eine ausgesprochene Ankerphase ist das aber nicht.